# Riesener-Gymnasium
Das Riesener-Gymnasium ist nach dem Ratsgymnasium das zweitälteste Gymnasium in Gladbeck.
Es ist seit dem 19. November 2018 eine Europaschule mit den Fremdsprachenangeboten Englisch, Spanisch, Französisch und Latein und fördert Schüleraustausche und Praktika innerhalb von Europa nach Österreich, Spanien oder Polen. Zudem besteht ein enger Kontakt zu einer Partnerschule in Enschede (Niederlande).

## Geschichte
Am 23. März 1907 erhielt die Oberlehrerin Aloysia Kipper die Erlaubnis für die Leitung einer Mädchenschule in Gladbeck, die am 17. April 1907 als private höhere Mädchenschule eröffnet wurde. Der Hauptgrund für die Einrichtung war die Entfernung zu anderen vergleichbaren Schulen.
Zum Schuljahr 1913/14 wurde die seit 1911 öffentliche Mädchenschule zu einer siebenklassigen Vollanstalt ausgebaut. Außerdem übernahm Dr. Joseph Kösters die Leitung der Schule. 1914 wurde die Schule zu einem Lyzeum ausgebaut.
Das Lyzeum wurde am 23. März 1929 zu einer Deutschen Oberschule umgewandelt.
Daraufhin folgte am 20. Januar 1939 die Umbenennung der Schule nach dem Lieblingskomponisten Hitlers, diese hieß nun Richard-Wagner-Schule, Oberschule für Mädchen.
Der Zweite Weltkrieg nahm erheblichen Einfluss auf den Schulalltag. 1936 wurde ein Luftschutzraum eingerichtet. Ein Großteil der Schüler und Lehrkräfte wurde kriegsverpflichtet und ein geregelter Unterrichtsbetrieb dadurch nahezu unmöglich. Zwei Monate nach Ausbruch des Krieges wurde die Schule erstmalig bombardiert. Am 24. März 1945 wurde das Gebäude schließlich durch einen Bombenangriff völlig zerstört.
Nach dem Krieg wurde die Schule wieder aufgebaut, Dr. Joseph Kösters ging in Pension und Margarete Strotmann übernahm die Leitung. Die Schule wurde zunächst Oberschule für Mädchen genannt. Am 21. März 1956 erfolgte der Einzug in das heutige Gebäude. 1973 wurde an der Schule die Koedukation eingeführt, was wiederum eine Namensänderung zur Folge hatte: Das Gymnasium erhielt seinen heutigen Namen nach dem aus Gladbeck stammenden Möbelschreiner Johann Heinrich Riesener.
Zwischen 1997 und 1998 wurde das heutige Oberstufengebäude (von den Schülern Aquarium genannt) und im Anschluss bis zur Jahrtausendwende auch die neue Turnhalle erbaut, in der unter anderem außerschulische internationale Wettbewerbe stattfinden.
2021 wurden Mängel in der Deckenkonstruktion des Hauptgebäudes festgestellt, sodass das Riesener-Gymnasium in den kommenden Jahren grundlegend saniert wird.
Das Riesener-Gymnasium hat seinen Schulbetrieb auf G9 umgestellt, sodass der letzte G8-Jahrgang die Schule 2025 verlassen wird.

## Digitale Schule
Im Schuljahr 2021/2022 wurden alle Schüler der Erprobungsstufe mit einem persönlichen iPad als Lernmittel versehen. Es werden die Lernplattformen IServ und Logineo NRW verwendet. Die Schule besitzt zwei Informatik-Räume.
Die Schule betreibt einen Instagram- und TikTok-Account, um die Schule auch schülernah zu präsentieren.

## Schulprofile
Am Riesener-Gymnasium werden drei verschiedene Schwerpunkte für Klassen angeboten. In der MINT-Klasse gibt es in Klasse 5 und 6 eine Zusatzstunde in den Naturwissenschaften. Am 8. September 2022 wurde das Riesener-Gymnasium erneut als MINT-freundliche Schule von Kultusministerin Dorothee Feller ausgezeichnet.
Im bilingualen Zweig liegt der Schwerpunkt auf der englischen Sprache, daher wird der Politikunterricht ab der 7. Klasse und der Geschichtsunterricht ab der 8. Klasse auf Englisch unterrichtet. In der siebten Klasse gibt es eine England-Fahrt. Es gibt Möglichkeit, einen Praktikumsplatz im Ausland zu erhalten, das Cambridge-Sprachzertifikat zu erlangen und das bilingualen Abitur abzulegen.
Der Schwerpunkt der Bläserklasse liegt schließlich auf dem instrumentalen Unterricht. In dieser wird von Klasse 5 bis 7 Instrumentalunterricht statt Musikunterricht unterrichtet, in dem die Schülerinnen und Schüler Saxophon, Klarinette, Trompete, Querflöte, Posaune und Euphonium lernen können. Ab der 9. Klasse kann man diese Form von Unterricht wieder als Wahlpflichtfach anwählen, während er in der 8. Klasse bereits als AG angeboten wird.

## Schulaktivitäten und Arbeitsgemeinschaften

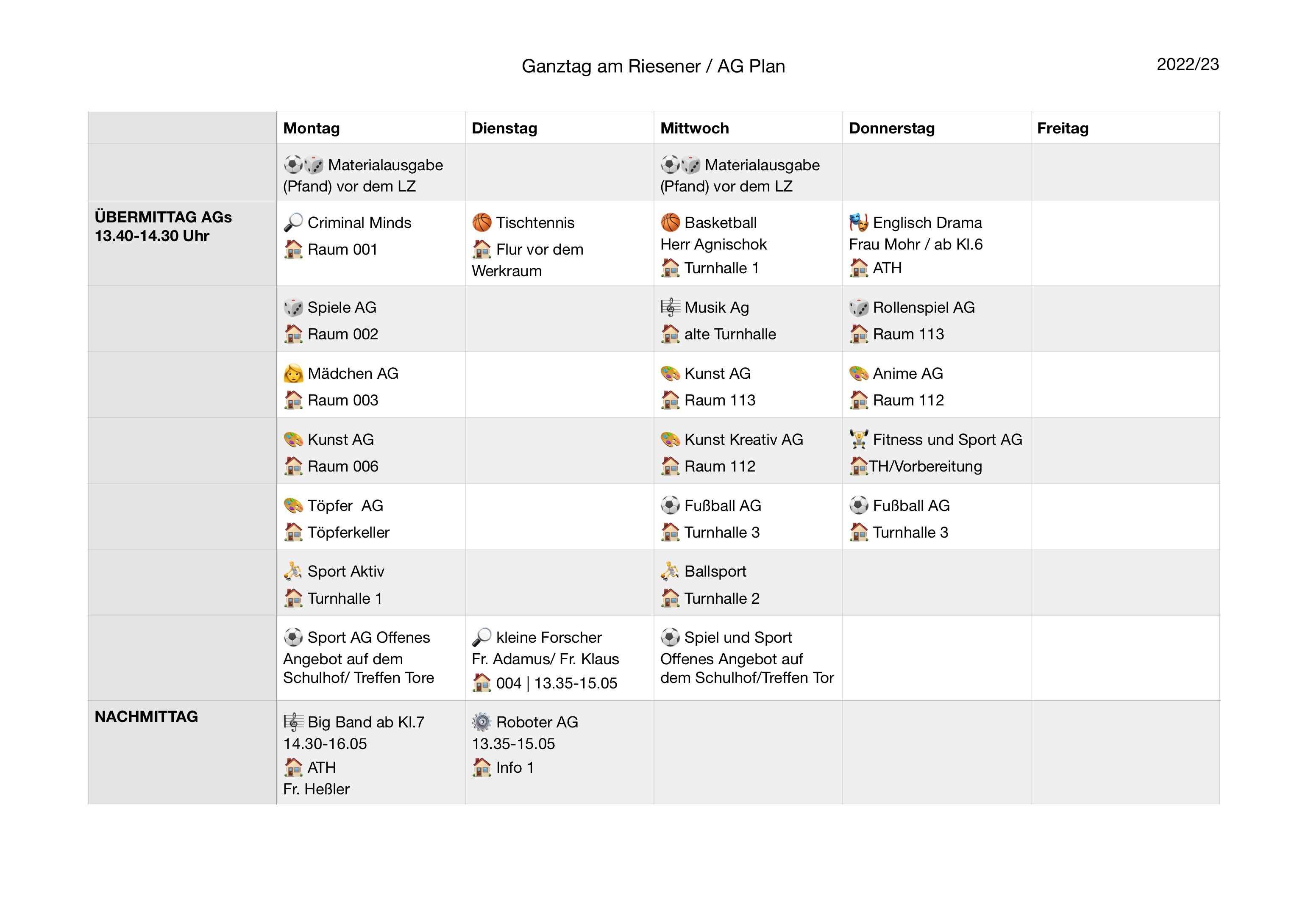
Angebot des offenen Ganztags (Schuljahr 2022/23)

Seit dem Jahr 2000 gibt es am Riesener-Gymnasium eine Schulprogramm, das regelmäßig überarbeitet und erweitert wurde.
Es gibt Arbeitsgemeinschaften zu den Themen Technik, Sport, Kreatives und Musik wie beispielsweise die E-Sport-AG, die Roboter-AG und die Töpfer-AG (Stand 2022). Sie finden in der Mittagspause oder nachmittags statt und werden teilweise von Oberstufenschülern freiwillig geleitet. Zudem unterstützt die Schule das Programm „Schüler helfen Schülern“, das eine schulinterne Nachhilfe anbietet.
Das Riesener-Gymnasium präsentiert sich einmal im Jahr auf dem Tag der offenen Tür.
Im Rahmen des jährlich stattfindenden Sportfestes findet auch ein Sponsorenlauf statt, dessen Einnahmen sozialen Projekten in Gladbeck und darüber hinaus zugutekommen.
Der Schriftsteller Christoph Hein hielt 2007 auf Einladung der Schule eine Lesung mit anschließender Podiumsdiskussion.

## Wettbewerbe und Erfolge
Die Geschichts-AG des Riesener-Gymnasiums veröffentlichte am 26. August 2022 den Film „Jovyplatz. Anblicke – Einblicke – Ausblicke“, für den sie mit dem Gladbecker Heimatpreis ausgezeichnet wurde.
Das Riesener-Gymnasium beteiligt sich aktiv an Wettbewerben wie dem Känguru-der-Mathematik-Wettbewerb der Mathematik, dem Geschichtswettbewerb des Bundespräsidenten und The Big Challenge. Regelmäßig schickt sie Lernende als Teilnehmende zum Übersetzungswettbewerb.

## Riesener-Preis
Im Juni 2007 wurde vom Ehemaligen-Verein ein Riesener-Preis für Schüler bzw. Schülergruppen der Jahrgangsstufen 12 und 13 eingerichtet, mit dem Jahr für Jahr besonderes soziales Engagement in und außerhalb der Schule, Teamfähigkeit, Hilfsbereitschaft und Freundlichkeit im zwischenmenschlichen Umgang sowie herausragende schulische Leistungen gewürdigt werden sollen. Eine Jury wählt auf der Basis schriftlich begründeter Vorschläge mehrere Kandidaten aus, dann wird innerhalb der beiden Jahrgangsstufen und im Kollegium abgestimmt.